# Colchão de faxina

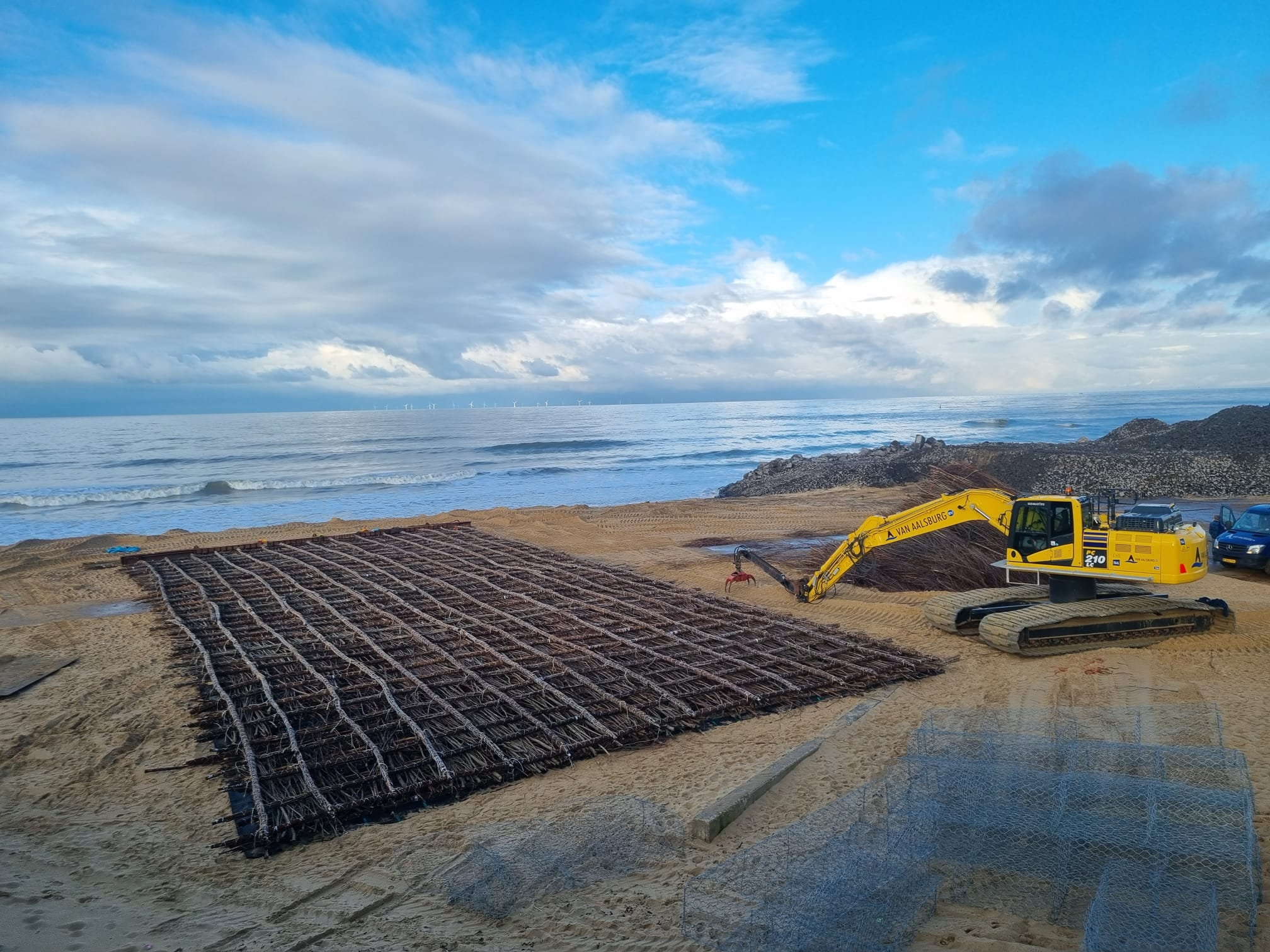
Preparação de um colchão de faxina antes da imersão em Wenduine

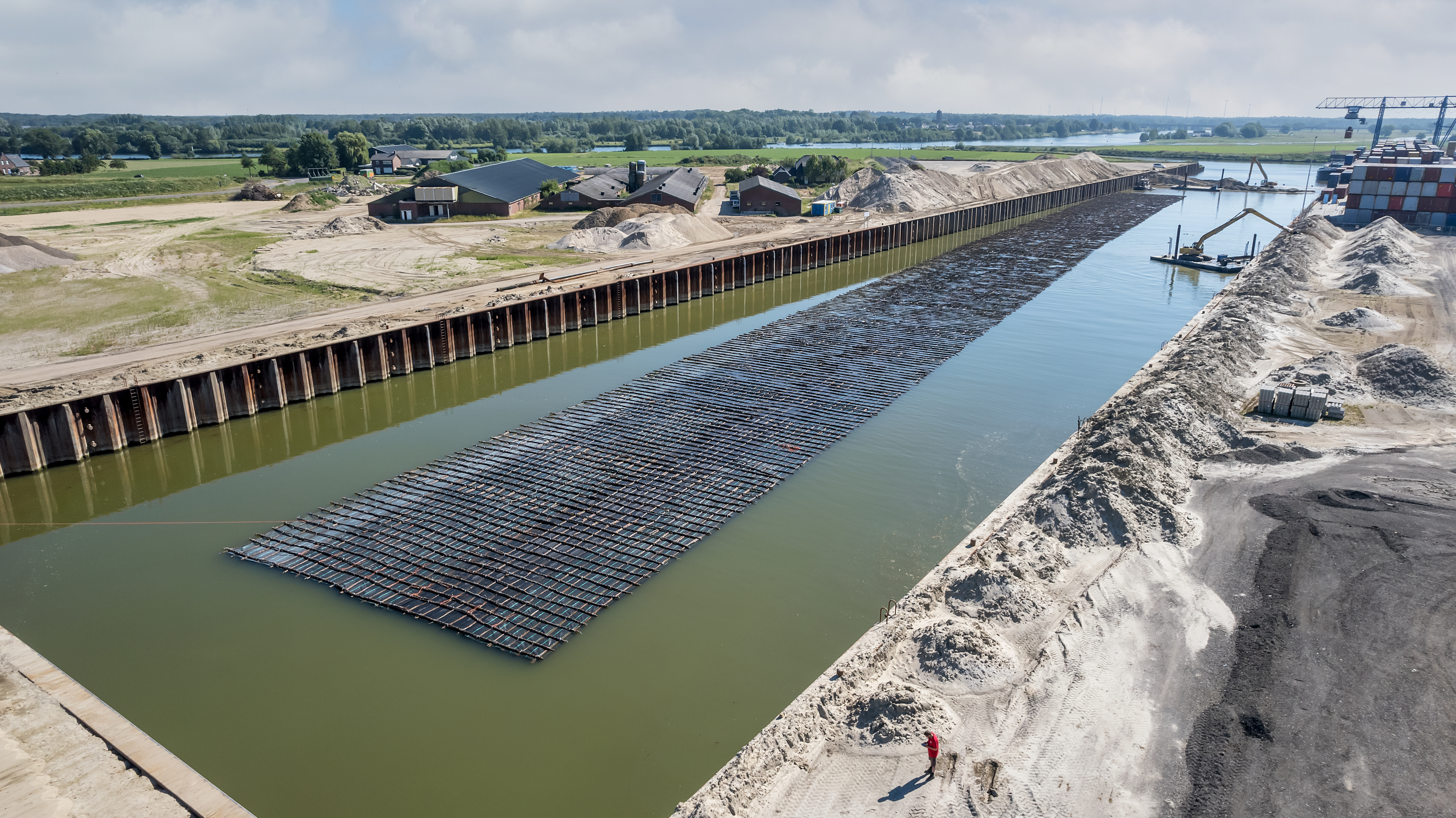
Um colchão de faxina a ser preparado para ser afundado no porto de Wanssum, no rio Mosa

Um colchão de faxina (Holândes: Zinkstuk, literalmente peça de afundamento), é uma grande esteira tecida feita de mato, normalmente galhos e rebentos de salgueiro, usada para proteger leitos de rios e outras superfícies subaquáticas da erosão. Eles são semelhantes em construção a uma faxina, mas são usados principalmente para obras de engenharia hidráulica, normalmente para fortalecer as margens de rios e ribeiros, bem como estruturas costeiras como revestimentos e quebra-mares.
Os colchões de faxina modernos utilizam uma camada de geotêxtil para cumprir os requisitos concorrentes de permeabilidade à água, equilibrados com a necessidade de serem impermeáveis à areia. Antes do advento dos geotêxteis sintéticos na década de 1960, uma camada formada por canas era incorporada para tornar o colchão de faxina estanque à areia.
Os colchões de faxina têm sido utilizados em todo o mundo, mas são particularmente comuns nos  Países Baixos, onde existe uma experiência significativa na sua preparação e construção, e onde os materiais necessários para a sua construção são colhidos em plantações especialmente criadas.

## Contexto histórico

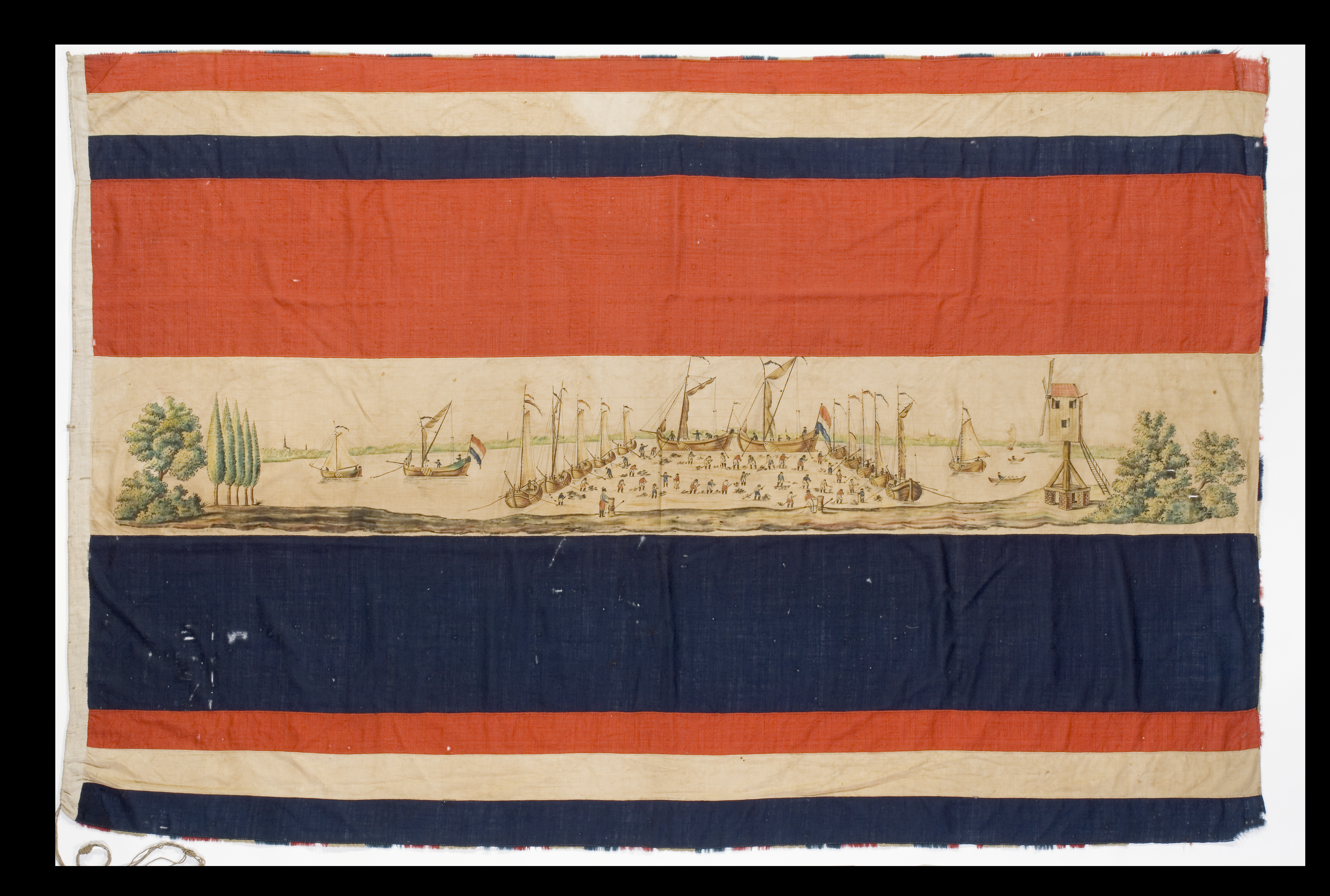
Uma bandeira pintada com uma representação da construção de um colchão de faxina, c. 1850

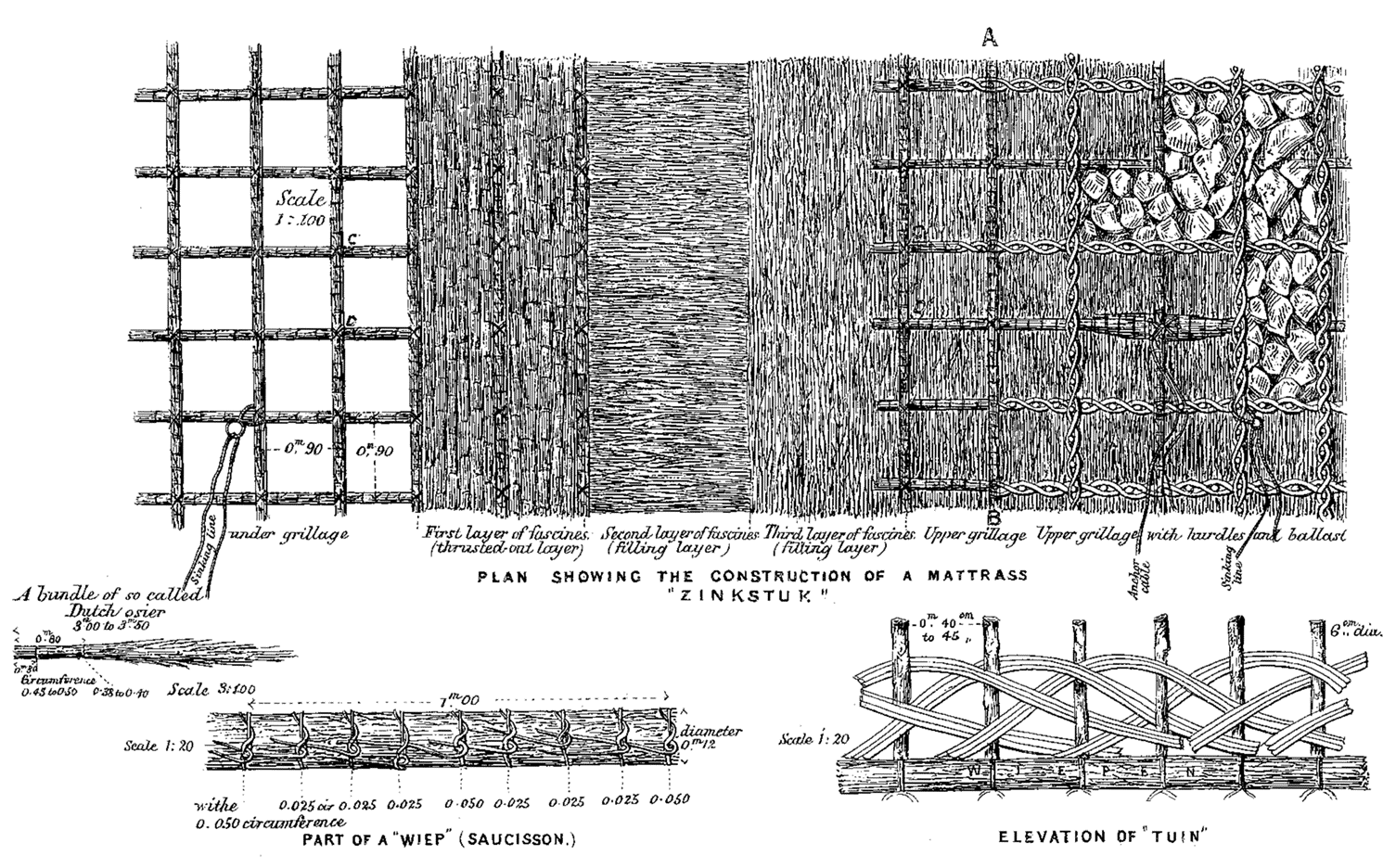
Planta que mostra a construção de um colchão de faxina tradicional (zinkstuk) de 1875

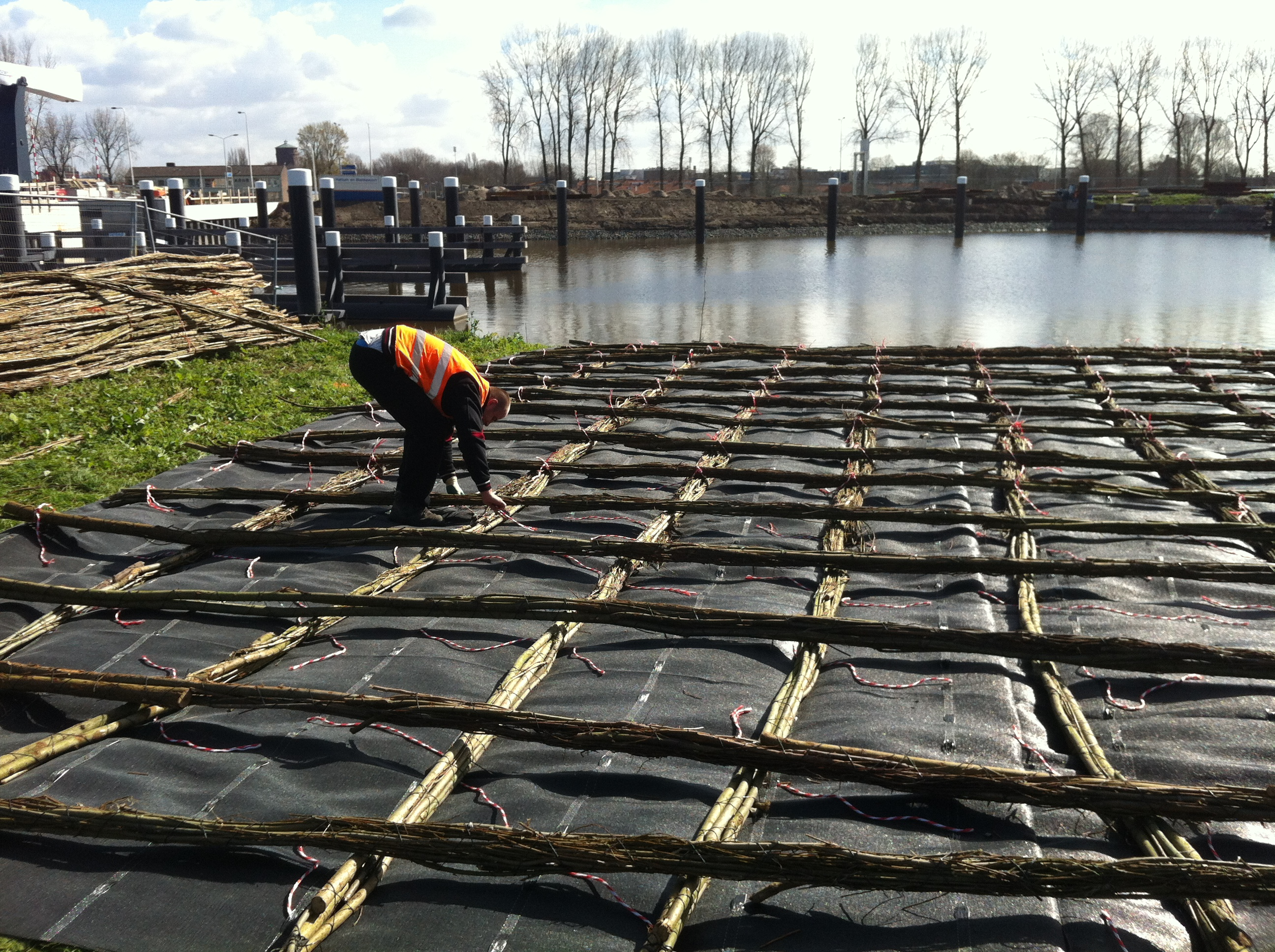
Um colchão de faxina moderno em preparação para instalação em Gouda. A camada inferior de geotêxtil sintético pode ser vista claramente.

Os zinkstuk foram usados nos Países Baixos para obras de engenharia fluvial e costeira desde pelo menos o século XVI, e foram discutidos extensivamente por Andries Vierlingh no seu Tractaet van Dijckagie (Português: Tratado sobre construção de diques), cujo manuscrito não foi publicado até 1920, e agora está alojado no Nationaal Archief.
Os materiais para colchões de faxina nos Países Baixos eram tradicionalmente colhidos em vimarias ao longo de rios como o Merwede, especialmente ao redor do Biesbosch, onde os materiais eram cultivados e talhados para produzir os colchões. As cidades de Werkendam e Sliedrecht são notáveis como centros experientes na fabricação e construção de zinkstuk.
No século XVI, os trabalhadores dos diques nos Países Baixos eram muitas vezes pobres, assumindo empregos ao abrigo de um contrato diário. As obras de construção de diques eram geralmente licitadas no mês de março e muitas vezes tinham que ser concluídas até agosto, e colchões de faxina eram uma característica comum das obras.
De meados ao final do século XIX, colchões de faxina foram usados em toda os Países Baixos, inclusive em obras em Schellingwoude e Sloedam, juntamente com secções de aterros em Hollands Diep e obras de proteção costeira em Westkapelle. Secções do Reno entre Lobith e Pannerden foram reforçadas por colchões de faxina a partir de 1851. Os colchões de faxina também foram amplamente utilizados na construção de trechos do Porto de Roterdão. Em meados de 1800, o conhecimento de engenharia em torno da instalação de colchões de faxina começou a ser incluído nos manuais de engenharia holandeses.
Em 1910, a cidade de Werkendam abrigava 160 trabalhadores de colchões de faxina (rijswerkers), alguns dos quais trabalharam no estrangeiro. Os seus salários na época variavam de 12 a 18 florins por semana. À medida que os empreiteiros holandeses de dragagem e engenharia hidráulica começaram a realizar trabalhos a nível internacional, os trabalhadores ganhavam até 50 florins por semana no estrangeiro. Grande parte do seu rendimento era gasto no sustento básico, com os trabalhadores muitas vezes a viver no local de trabalho, em barracas ou cabanas. Uma média de oito meses por ano eram gastos no trabalho de colchões, sendo os quatro meses restantes (geralmente de novembro a março) gastos em tarefas como talhadia e colheita.

## Preparação e construção (tradicional)

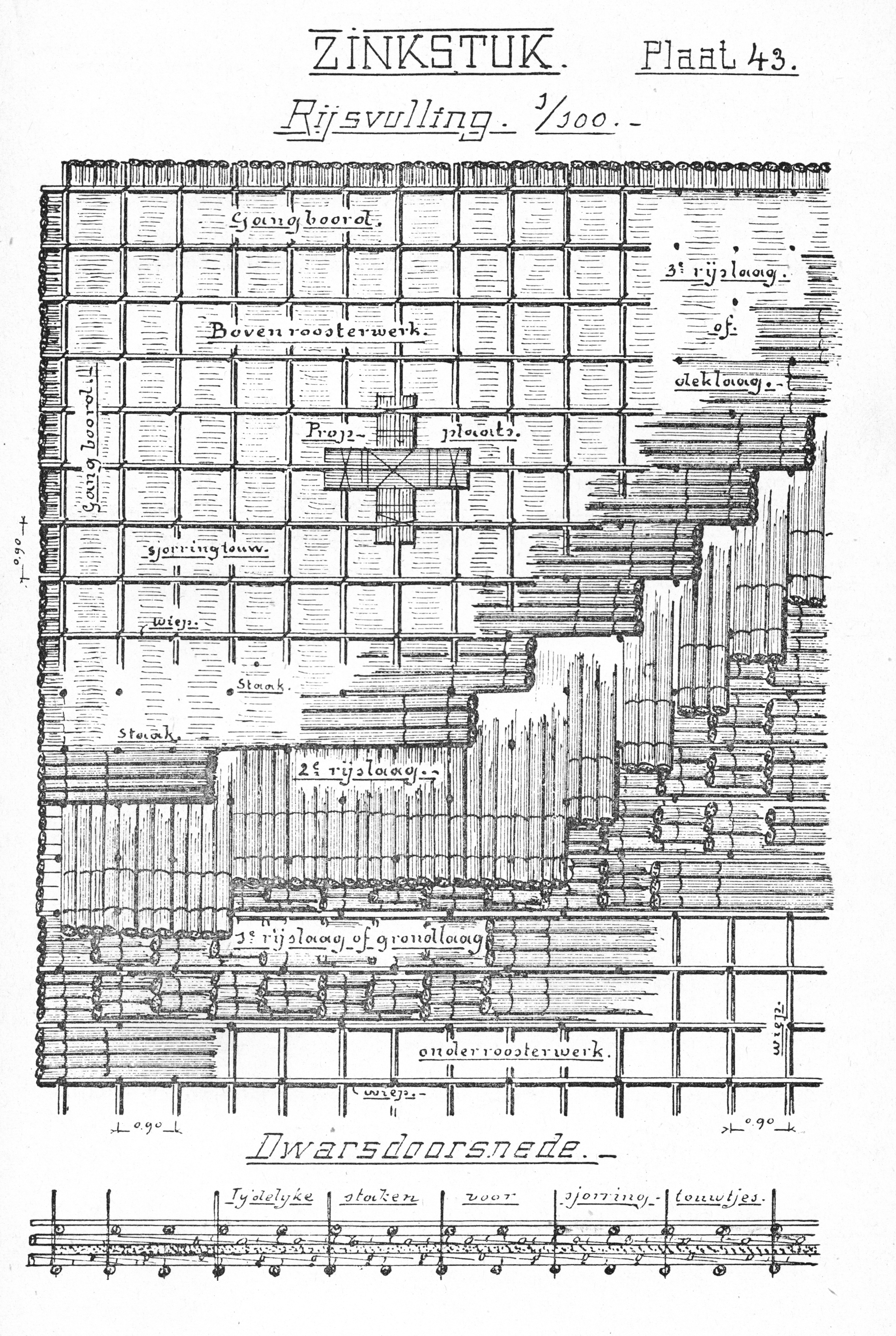
Detalhes técnicos de um colchão de faxina clássico

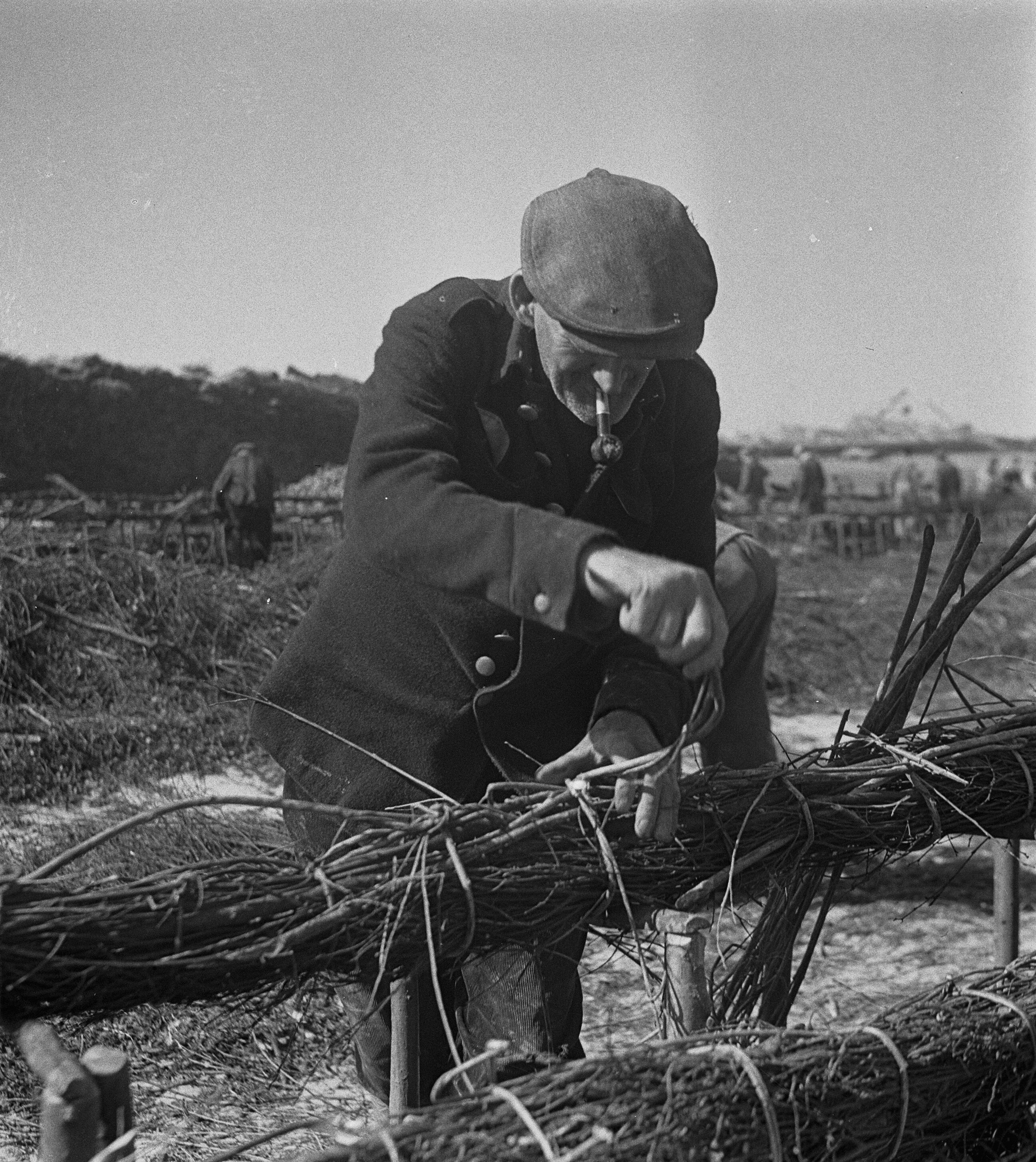
Um Rijswerker envolvido na montagem de um colchão de faxina

O principal componente de um colchão de faxina tradicional são os galhos de salgueiro, que se transformam em vime. A madeira serrada de salgueiro possui diversas propriedades importantes ao longo do processo de criação e afundamento de um colchão de faxina, sendo flexível, robusta e flutuante. O processo de fabricação de um colchão de faxina tradicional começa enrolando corda à volta do salgueiro em ambas as direções por meio de uma máquina, resultando num longo rolo conhecido como vime.
Historicamente, um número considerável de trabalhadores qualificados, conhecidos nos Países Baixos como rijswerkers, foram obrigados a criar vimes num suporte patenteado. Hoje em dia, com o uso de maquinaria, esse processo é mais eficiente e permite ajustes na espessura e no comprimento do vime conforme a necessidade.
O colchão é montado num terreno adjacente à água e, uma vez concluído a vime, o tapete é rebocado até o local desejado e afundado no fundo com pedras despejadas. A camada inferior de um colchão de faxina tradicional é uma estrutura treliçada composta por vime, espaçada em cerca de um metro. No topo desta base estão dispostas duas camadas entrecruzadas de galhos de salgueiro, chamadas de primeira e segunda camadas de mato.
Para garantir que o colchão de faxina seja impermeável à areia, uma camada de canas é inserida entre essas camadas de mato. Ocasionalmente, para maior estabilidade, uma terceira camada de mato pode ser colocada acima da segunda. Em seguida, é instalada uma treliça superior de vime para fixar toda a estrutura.
A coesão do colchão é então reforçada unindo firmemente as treliças superior e inferior com cordas. Nos Países Baixos, é comum adicionar tuinen, uma espécie de cerca, até ao topo do colchão de faxina para evitar que as pedras despejadas sobre o colchão rolem durante a imersão subaquática.
Estacas de madeira são utilizadas para demarcar uma grelha de trabalho, indicando as posições precisas para o traçado do vime. Em seguida, o mato é estratificado entre os vimes, seguido da adição da segunda camada de mato, antes do posicionamento da camada superior. Nesta fase, o colchão de faxina tem cerca de meio metro de espessura. Finalmente, as ligações são apertadas para criar uma estrutura coerente e unificada, pronta para instalação.

## Construção (moderna)

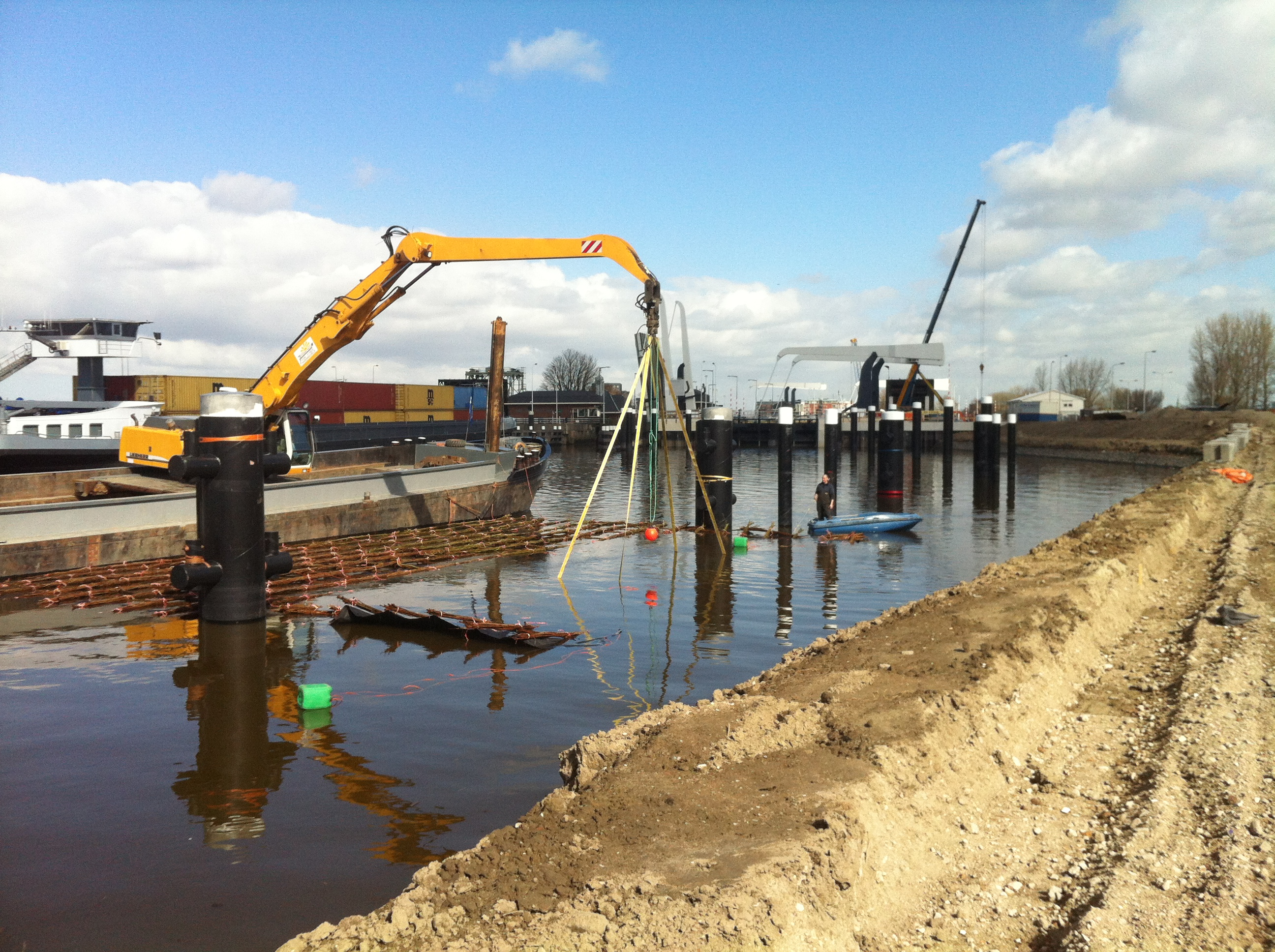
Instalação de um colchão de faxina

A construção das obras do Projeto Delta, motivada pelos efeitos das inundações do Mar do Norte em 1953, foi de uma escala tão vasta que teriam sido necessárias enormes quantidades de mato para utilizar colchões de faxinas tradicionais em todos os projetos. Como resultado, o departamento Deltadienst de Rijkswaterstaat decidiu realizar investigações e experiências no Laboratório Waterloopkundig, para investigar a possibilidade de melhorar o colchão tradicional e reduzir a quantidade de mato necessária.
Este trabalho coincidiu com o advento dos geotêxteis sintéticos no final dos anos 1950 e início dos anos 1960, e os colchões de faxina tradicionais começaram a perder popularidade, com o uso de tecidos de polipropileno a substituir a camada inferior de canas. No entanto, os colchões de faxina tradicionais ainda são utilizados, sendo a sua aplicação muitas vezes limitada a locais onde os materiais sintéticos e os plásticos são desencorajados ou proibidos por razões ambientais.
Para as obras do Projeto Delta, colchões de faxina 'tapete de bloco' constituídos por um tecido com blocos de betão fixados foram enrolados e imersos desenrolando o tapete com um navio especial, o Cardium, durante a construção do Oosterscheldekering. Estes colchões foram reforçados com cabos de aço para mitigar os efeitos da tensão.
Os colchões de faxina modernos são feitos com um tecido de polipropileno que é permeável à água, à prova de areia e contém laços pré-tecidos. Os laços permitem que o tecido seja preso a uma grelha de vime por meio de uma corda, sem a necessidade de fazer furos.
Estes colchões modernos são muito mais finos que os colchões tradicionais, com uma vida útil mais longa. A função da grelha de vime é fornecer flutuabilidade e rigidez suficientes ao tecido durante o processo de afundamento. A ausência de uma grelha de vime impede que o tecido da camada inferior seja uniformemente plano no leito do rio ou na superfície subaquática sobre a qual é colocado. A grade também evita que pedras partidas rolem, principalmente quando usada em revestimentos ou superfícies inclinadas.

## Colocação

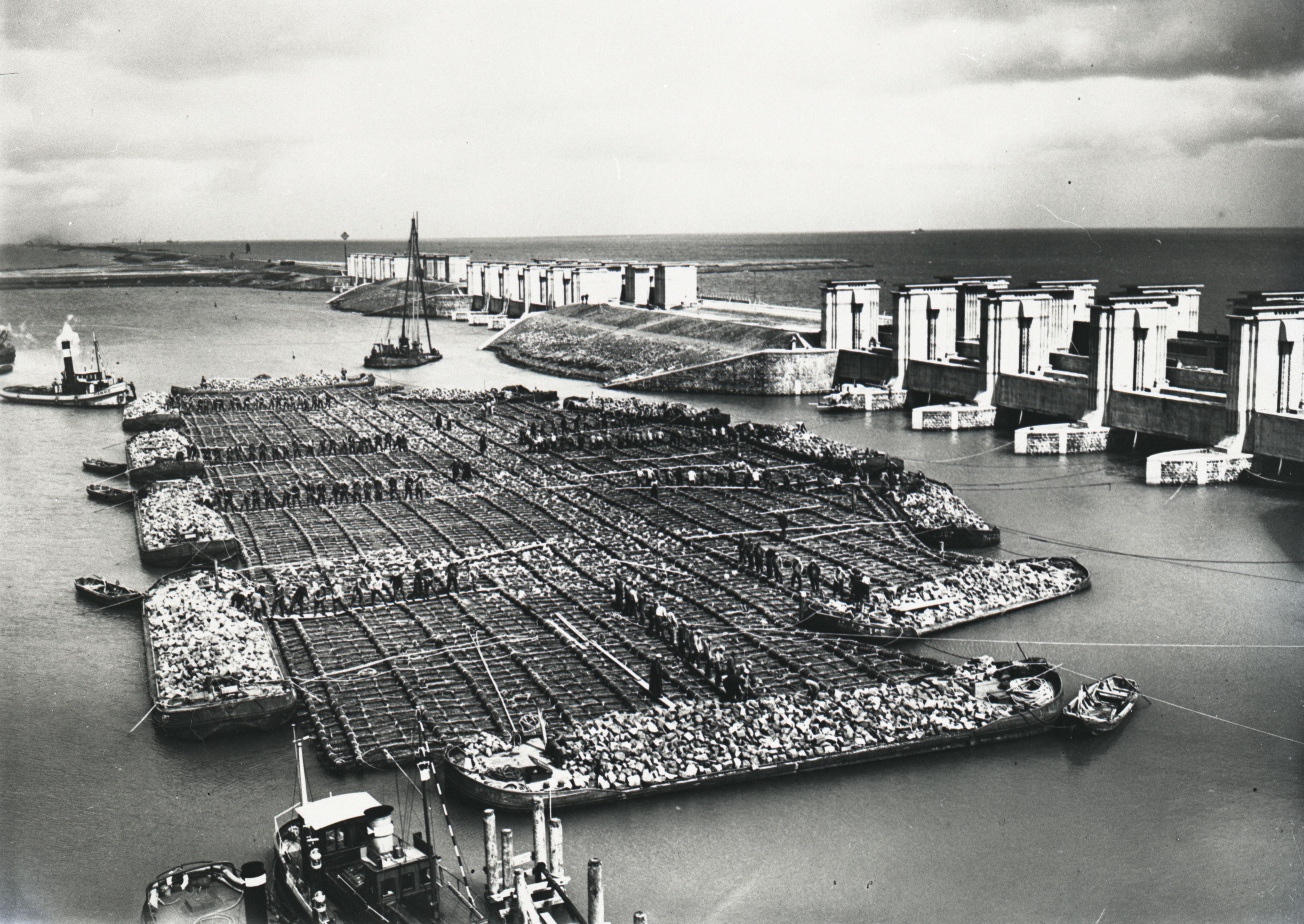
Instalação de colchões de faxina no dique de Afsluitdijk em 1932

Os colchões de faxina são imersos despejando pedras ou rochas na superfície, fazendo com que ela afunde. Em águas de maré, isso deve ocorrer num momento em que não existe (ou existem muito baixas) correntes de maré, geralmente em águas paradas. Uma vez colocado o colchão de faxina, o leito subjacente fica protegido da erosão pela água corrente e a deformação do leito do rio ou da margem é anulada.
As pedras despejadas garantem que o colchão permaneça no lugar e protegem contra a ação das ondas nas margens. A vida útil projetada de um colchão de faxina pode chegar a 100 anos. No passado, um colchão de faxina era imerso com mão de obra qualificada colocando pedras manualmente, como durante a construção do Afsluitdijk. É importante que as pedras sejam aplicadas uniformemente e que todos estejam afastados do colchão de faxina na hora de o afundar. Os colchões modernos são colocados em instalações de engenharia civil, como barcaças-guindaste, escavadoras de longo alcance e, em águas mais profundas, embarcações laterais de despejo de pedras.
A colocação de um colchão em condições onde há corrente afluir é quase impossível com este método, no entanto, a colocação usando um par de pontões e um navio de despejo de pedras laterais é possível. Nesta última situação, o colchão é conectado a um par de vigas afundantes (tubos ocos), que são enchidas com água no momento apropriado para afundar o colchão. Após a imersão, essas vigas afundantes são desconectadas do colchão, preenchidas com ar e recuperadas.

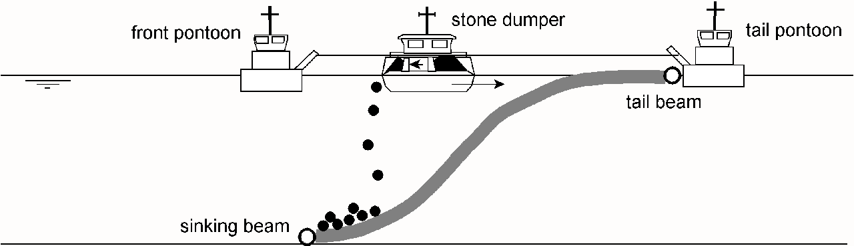
Processo de afundamento de um colchão de faxina com correntes

## Exemplos de uso
Os colchões de faxina têm sido usados em projetos em todo o mundo, e o seu uso nos Países Baixos tem sido extenso, incluindo projetos como os projetos Afsluitdijk e obras do Projeto Delta, como Zandkreekdam, Volkerakdam, Brouwersdam e Grevelingendam. A técnica também foi usada na Zelândia para reforço de diques no Escalda Oriental e na construção e ampliação dos cais de IJmuiden e no alargamento do Canal do Mar do Norte.
O uso extensivo de colchões de faxina foi feito durante os trabalhos de recuperação de emergência após a inundação de Walcheren, com o rijswerker Gerrit Visser, de Van Oord, condecorado pelas autoridades da Zelândia por supervisionar a imersão de 36 colchões de faxina numa área total de 52.700 metros quadrados durante as obras. Visser é retratado como o personagem Klaas Otterkop no romance de não ficção de A. den Doolaard, Het verjaagde water.

## Aplicação fora dos Países Baixos

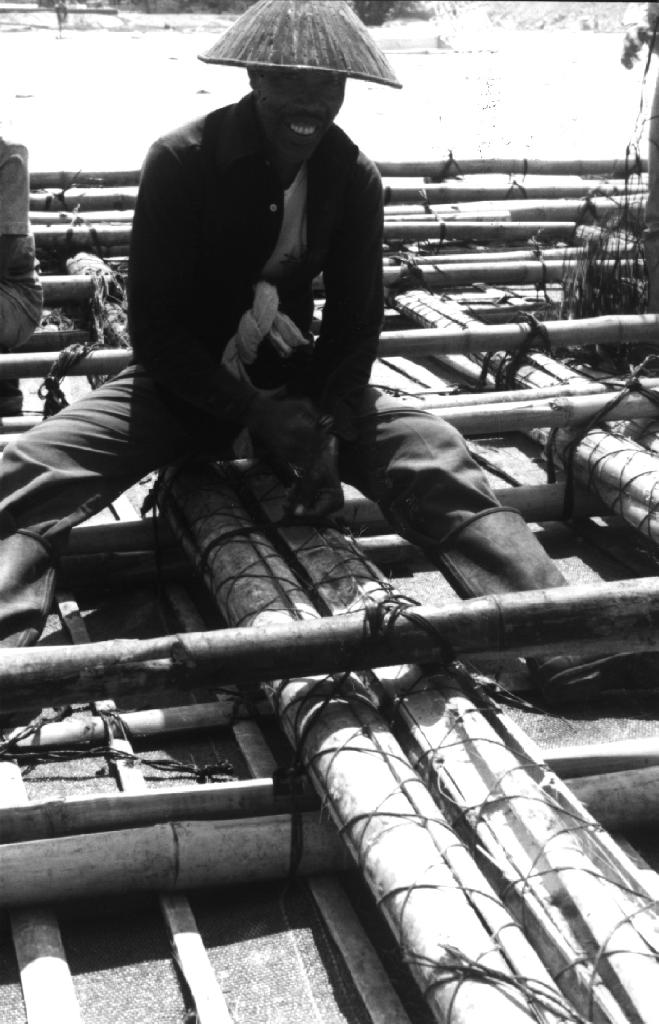
Colchão feito de bambu

As ideias de Andries Vierlingh, tal como expostas no seu Tractaet van Dijckagie, foram usadas no século XVI por Cornelius Vermuyden para as suas obras de drenagem em Inglaterra. Por volta de 1750, o engenheiro holandês Cornelis Janszoon Meijer introduziu colchões de faxina para trabalhos de proteção de leitos em Itália.
A pedido do governo japonês na década de 1870, vários engenheiros hidráulicos holandeses foram convidados para melhorar as obras de engenharia hidráulica no Japão. Estes engenheiros incluíam Cornelis Johannes van Doorn, que foi responsável pelos trabalhos de renovação nos rios Tone, Edo e Yodo, juntamente com os trabalhos no Canal de Irrigação Asaka na província de Fukushima e no Porto Nobiru na Baía de Sendai.
Van Doorn introduziu colchões de faxina e rijswerkers durante o período de 1872 a 1880, e a arte e a ciência de fazer colchões de faxina posteriormente tornaram-se conhecidas no Japão como método Westerwiel, em homenagem a um dos rijswerkers holandeses, e agora é conhecido no Japão como o "método tradicional japonês".
Em 1849, o engenheiro britânico Charles Blacker Vignoles visitou os empreiteiros holandeses Aart Schram e Leendert Martinus Prins em Sliedrecht, e providenciou para que eles viajassem para Kiev e instalassem colchões de faxina como proteção contra erosão nos pilares da Ponte de Correntes Nicholas, que havia sofrido grandes danos durante a construção.
Outros exemplos do uso de colchões de faxina fora dos Países Baixos no século XIX incluem obras de melhoria das margens dos rios por James Buchanan Eads no sul do Mississippi, usando faxinas feitas de choupos e de brotos cultivados nas margens acima de Baton Rouge, e trabalhos de proteção usando colchões de faxina feitos a partir de manguezais da costa da Guiana Inglesa.
Os colchões de faxina continuam a ser usados internacionalmente, inclusive para trabalhos de proteção de leitos no Bangladesh, Vietname e Laos, particularmente no âmbito de projetos de ajuda ao desenvolvimento. Uma vantagem do método é que, embora estes sistemas exijam muita mão-de-obra, não requerem despesas de capital significativas, o que constitui, portanto, uma vantagem nos países em desenvolvimento.